# Pseudopucrolia
Genre
Synonymes
- Heterogonyleptes Roewer, 1913
- Triaenosoma Roewer, 1913
- Pseudotriaenosoma Mello-Leitão, 1927
- Thaumatoleptes Roewer, 1930
- Melloa Roewer, 1930
- Tribunosoma Roewer, 1943

Pseudopucrolia est un genre d'opilions laniatores de la famille des Gonyleptidae.

## Distribution
Les espèces de ce genre sont endémiques du Brésil. Elles se rencontrent dans les États d'Espírito Santo, de Bahia, du Sergipe, du Paraíba, du Pernambouc et du Ceará.

## Liste des espèces
Selon World Catalogue of Opiliones (26/08/2021) :
- Pseudopucrolia discrepans (Roewer, 1943)
- Pseudopucrolia incerta (Mello-Leitão, 1928)
- Pseudopucrolia mutica (Perty, 1833)
- Pseudopucrolia rugosa (Roewer, 1930)

## Publication originale
- Roewer, 1912 : « Die Familien der Assamiiden und Phalangodiden der Opiliones-Laniatores. (= Assamiden, Dampetriden, Phalangodiden, Epedaniden, Biantiden, Zalmoxiden, Samoiden, Palpipediden anderer Autoren). » Archiv für Naturgeschichte, sér. A, vol. 78, no 3, p. 1–242 (texte intégral).